# Unheilig
Unheilig je německá hudební skupina. Její tvorba zahrnovala mnoho stylů, od popu a různých druhů elektronické hudby až po tvrdší, nihilistický hard rock. Kapela vznikla v roce 1999; jádro tvořil frontman Bernd Heinrich „Der Graf“ Graf, který spolupracoval s dalšími hudebníky.

## Historie

### 1999–2009: Začátky
Unheilig založil roku 1999 zpěvák Bernd Heinrich Graf, přezdívaný „Der Graf“, spolu s Grantem Stevensem a Josém Alvarez-Brillem. První singl, „Sage Ja!“, vyšel v roce 1999 pod Bloodline Records. Umístil se v žebříčku Deustche Alternative Charts a stal se populárním v nočních klubech. V roce 2001 vydala skupina v Evropě svůj studiový debut Phosphor, jednalo se o mix rockové a elektronické hudby.
Dalších několik měsíců hrála skupina na několika hudebních festivalech v Německu (Zillo Open Air, Doomsday Festival aj.) V roce 2002 vydala druhé album Frohes Fest, s klasickými německými vánočními písněmi. Na konci roku 2002 se Der Graf kvůli neshodám rozešel s ostatními členy kapely, producentem i nahrávací společností a rozhodl se s Unheilig pokračovat jako zpěvák, textař a producent v jedné osobě.
Roku 2003 vyšla v pořadí třetí deska, Das 2. Gebot. Fanoušci mohli na internetu hlasovat, které skladby mají vyjít jako EP. Výsledkem byla nahrávka Schutzengel se čtyřmi dosud nevydanými písněmi. Následně se Unheilig vydali na turné na podporu jednak svého alba, jednak rakouského dua L'Âme Immortelle. Kapela se také zúčastnila letních festivalů, Graf produkoval několik remixů pro jiné skupiny a začalo nahrávání nového studiového alba Zelluloid.
Deska vyšla 23. února 2004, skupina byla tou dobou na turné se synthrockovou kapelou Terminal Choice. V říjnu vyšlo EP Freiheit, jehož skladby vybrali fanoušci v hlasování. V lednu 2005 vyšlo živé album Gastspiel. Hudební televizní kanál VIVA Plus poprvé vysílal videoklip skupiny, k písni „Freiheit“.
Páté album, Moderne Zeiten, vyšlo 20. ledna 2006; skladby na něm popisují sny a jejich plnění. Následovalo ho EP Astronaut, na kterém se Graf v písni „Der Himmel über mir“  vyjádřil ke svému odmítání církve a uvedl důvody, proč je „unheilig“ – bezbožný. Unheilig uspořádali turné se skupinou Project Pitchfork; následující rok hráli na několika festivalech, mj. Wacken Open Air, Amphi festival a Burgrock Altena festival. V roce 2008 o kapele vyšel půlhodinový dokument Unheilig – Ein Leben für die Musik, jehož premiéra proběhla na soukromé televizní stanici DMAX.

### 2010–2016:Große FreiheitaLichter der Stadt

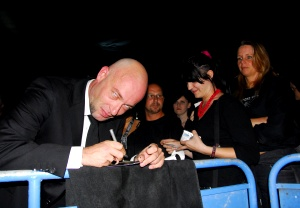
Graf rozdávající autogramy po živém vystoupení

Dne 19. února 2010 vyšlo v pořadí sedmé studiové album s názvem Große Freiheit, ze kterého vzešel singl „Geboren um zu leben“. Pro kapelu bylo do té doby největším úspěchem – dostalo se na první pozice německých hudebních žebříčků, prodalo se ho přes 2 miliony kusů a přilákalo mnoho nových fanoušků. Zarytí fanoušci nahrávku naopak kvůli popovému a nudnému zvuku spíše kritizovali. Podobný názor vyjádřili i hudebníci Alexander Wesselsky (Megaherz, Eisbrecher) a Steve Naghavi (And One).
V říjnu 2010 Unheilig vyhráli Bundesvision Song Contest 2010 se svou skladbou „Unter deine Flagge“. Ve stejném roce získali i hudební cenu Bambi v kategorii Pop National. O rok později se Große Freiheit stalo albem roku v rámci hudební ceny Echo, Unheilig obdrželi ocenění v kategoriích Gruppe Rock/Alternative national a Produzent/in/-enteam des Jahres.
V roce 2012 vydala kapela studiové album Lichter der Stadt. Umístilo se na první příčce hudebních žebříčků v Německu, Rakousku a Švýcarsku. Singl „So wie du warst“, vydaný o měsíc dříve, měl rovněž úspěch. V listopadu vyšla zimní edice alba, ze které byl vydán další singl, „Stark“. Album se díky němu na týden vrátilo na vrchol hitparády.

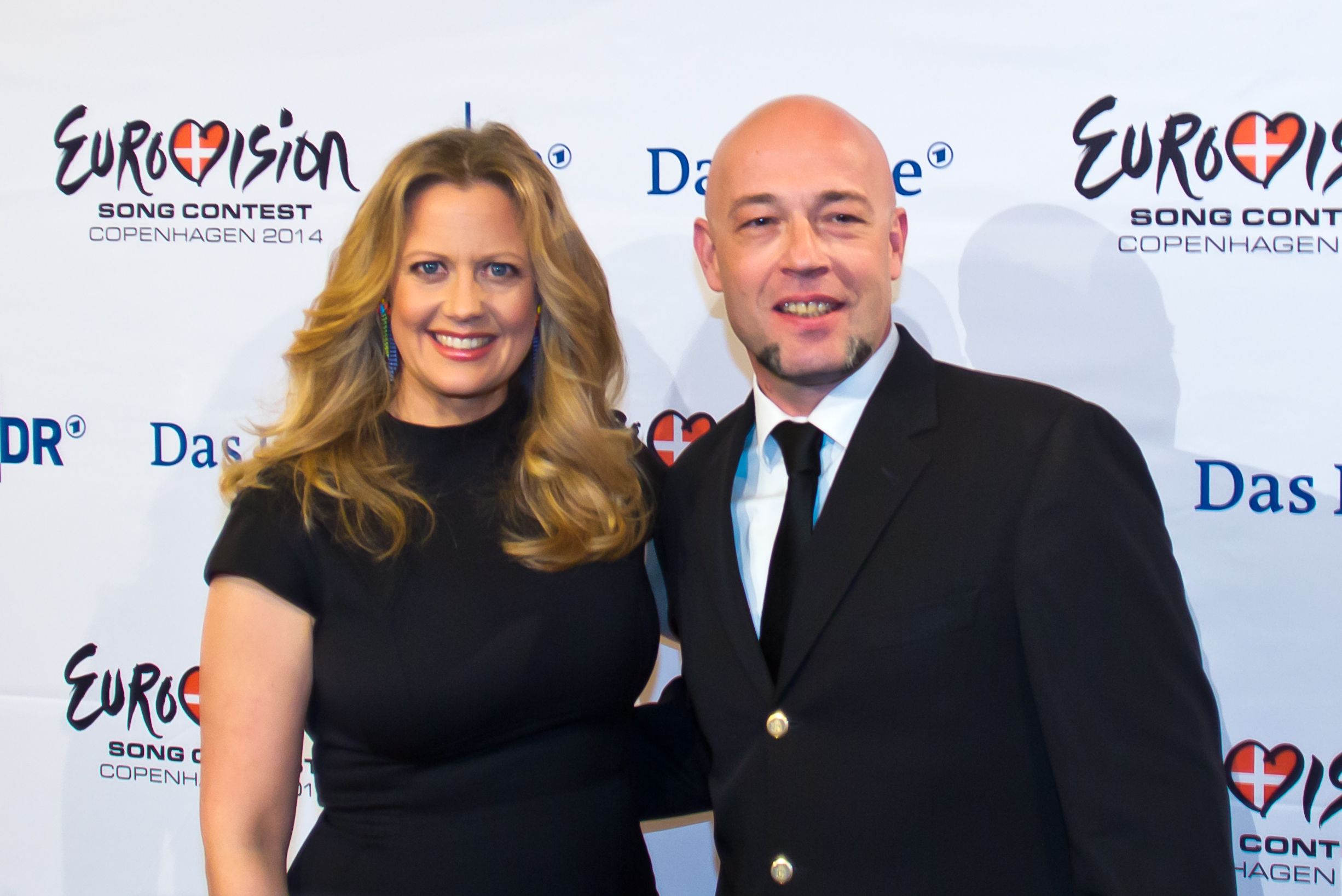
Graf s moderátorkou Barbaarou Schönebergerovou u vybírání interpeta na Eurovision 2014

Dne 13. března 2014 se Unheilig s písněmi „Als wär’s das erste Mal“ a „Wir sind alle wie eins“ účastnili předběžného výběru německého soutěžícího pro Eurovision Song Contest 2014. Skončili na druhém místě za triem Elaiza a jejich skladbou „Is It Right“. Následně se vydali na turné se svým best-of albem. V říjnu Graf fanouškům v otevřeném dopise oznámil, že po albu Gipfelstürmer (plánovaném na prosinec) a následném turné projekt Unheilig ukončí. Dne 29. listopadu 2014 mělo album světovou premiéru formou koncertu konaného v Zell am See, kde dříve probíhala natáčení dokumentu Als wär's das erste Mal a videoklipu k písni „Gipfelstürmer“. Před koncem turné Ein letztes Mal bylo ohlášeno další, závěrečné studiové album. Vyšlo 4. listopadu 2016 pod názvem Von Mensch zu Mensch.

### 2016–současnost: Unheilig bez Grafa
V říjnu 2017 vydala skupina druhé best-of album nazvané Pures Gold – Best of Vol. 2. Členové oznámili, že se vydají na turné s The Dark Tenor.
Mezi lety 2019 a 2021 se na oficiálních stránkách Unheilig nacházel dopis, ve kterém frontman Graf děkoval za dlouhodobou podporu a emotivní rozlučkový koncert, který proběhl 10. září 2016 na RheinEnergieStadion v Kolíně nad Rýnem.
V prosinci roku 2020 vyšel v limitované edici 4 000 kusů box set Schattenland se všemi skladbami, které se objevily na dřívějších EP. O necelý rok později, 12. listopadu 2021, vyšlo třetí best-of album s názvem Lichterland.

## Styl hudby
Tvorbu skupiny Unheilig nelze zařadit do jediného hudebního žánru. Původně byla řazena do stylu Neue Deutstche Härte, vedle např. Oomph! či Rammstein, což Frontman Graf považoval za „příliš bojovné“. Výrazný zvrat přineslo album Große Freiheit, které díky svému přístupnějšímu zvuku i textům slavilo úspěch mezi širší veřejností.
Pouze na debutovém album Phosphor se objevují písně s anglickými i německými texty, zbytek diskografie skupiny je v němčině.

## Sestava
- Bernd „Der Graf“ Heinrich Graf – zpěv, programování (1999–2016)
- Henning Verlage – klávesy, programování (2003–)
- Christoph „Licky“ Tremühlen – kytara (2002–)
- Martin „Potti“ Potthoff – bicí, perkuse (živě) (2008–)

## Diskografie
Studiová alba
- Phosphor (2001)
- Frohes Fest (2002)
- Das 2. Gebot (2003)
- Zelluloid (2004)
- Moderne Zeiten (2006)
- Puppenspiel (2008)
- Große Freiheit (2010)
- Lichter der Stadt (2012)
- Gipfelstürmer (2014)
- Von Mensch zu Mensch (2016)